# 少林少女
『少林少女』（しょうりんしょうじょ）は、2008年4月26日に公開された日本映画。

## 概要
監督は『踊る大捜査線』シリーズで知られる本広克行、主演は単独主演が『着信アリ』以来4年ぶりとなる柴咲コウ。『少林サッカー』で脚本・監督・主演を務めたチャウ・シンチーが、エグゼクティブプロデューサーとしてクレジットされている。本広と製作者の意向により、撮影手法や合成方法などは極秘とされており、広報やブログなどでもあまり具体的な製作過程は公開されていない。
山崎、乙黒、蒲生ら出演女優の多くが特撮番組経験者であるほか、当時はブレイク直前だった満島ひかりもラクロス部員として出演している。
キャッチコピーは、「彼女に日本は狭すぎる。」。

## ストーリー
中国、少林拳武術学校で三千日の修行を終えた凛は、日本へ帰路につく。しかし、そこで見たのは廃墟となった道場だった。必死にあるものを探しながら、訪ねた中華料理店で、師匠の岩井（江口）に出会う。彼の元にいたミンミンに誘われ、国際星館大学、女子ラクロス部に入る。そこで、驚異的な身体能力をみせる凛。現れたのは田村（岡村）、そして岩井だった。道場の事、ラクロス部のコーチになった理由の解らないまま、凛は初試合に臨む。しかし、彼女はある理由からスタメンに入れず、チームの一員・あさみの怪我で後半から入るも個人プレーをしてしまう。ばらばらになるラクロス部。
その数日後、凛は、少年サッカーの輪に入る。「チームワーク」という言葉を理解していくとき、バラバラになったチームに一体感が戻っていく。道場も、チームも再建出来そうになったとき、車の窓越しにすれ違っていた大場との因縁が訪れる。道場を自ら破門にした岩井の「心」を理解した凛は、大切な仲間を守るために最後の戦いへと、大学に向かう。

## キャスト

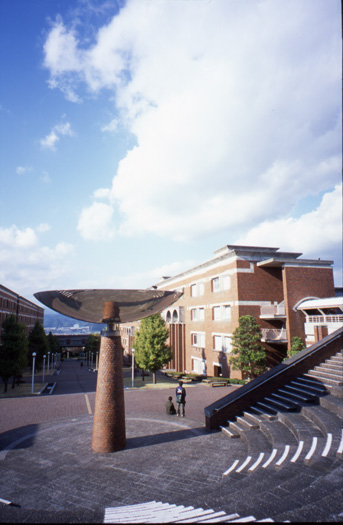
女子ラクロス部員が通う国際星館大学（ロケ地・静岡県立大学）。劇中ではCG処理で建造物が描き加えられている。

### 国際星館大学女子ラクロス部
- 桜沢凛（背番号0,AT）：柴咲コウ
- 清水真実（背番号1,MF）：山崎真実
- 近藤あさぎ（背番号2,MF）：工藤あさぎ
- 北野佳奈（背番号3,AT）：原田佳奈
- 黒岩えり（背番号4,AT）：乙黒えり
- 山田麻由（背番号5,AT）：蒲生麻由
- 田伏麻見（背番号6,DF）：いとう麻見
- 加地裕子（背番号7,DF）：千野裕子
- 琢磨美穂（背番号8,G）：千代谷美穂
- 緒方愛菜（背番号9,MF）：西秋愛菜
- ミンミン（劉珉珉）（背番号10,MF）：キティ・チャン
- 金川美優（背番号11,DF）：沢井美優
- 松本なな（背番号12,DF）：柳沢なな
- 志井明日香（背番号13,G）：石井明日香
- 中野輝美（背番号14,DF）：尾家輝美
- 長野亜沙美（背番号15,MF）：桂亜沙美
- 湯浅奈緒子（背番号16,DF）：渡辺奈緒子
- 二階綾沙（背番号17,MF）：花形綾沙
- 高橋ひかり（背番号18,DF）：満島ひかり

### 国際星館大学関係者
特にスポーツに力を入れているが、一方で校内にはカメラやセンサーが至るところに設置され、学生を常に監視している。
- 田村龍司（教務課、ラクロス部監督）：岡村隆史（ナインティナイン）
- 大場雄一郎（学長。自らも武道の達人）：仲村トオル

### 中華料理店
ミンミンのアルバイト先。ラクロス部のたまり場となっている。ティンとラムは少林サッカーの鎧の肌と空渡りをほぼ踏襲したキャラクター。
- 岩井拳児（店長。凛の祖父の門下生で、かつての凛の師匠）：江口洋介
- ティン（店員。実は少林拳の普及が目的）：ティン・カイマン
- ラム（ティンに同じ）：ラム・ジーチョン

### 少林拳武術学校
修行を終えた凛を送り出すが、彼女が秘めた力を制御できるか懸念する。
- 凛の師匠：麿赤児

### その他
- 凛の祖父（遺影での登場）：富野由悠季
- スポーツ用品店の店主：トータス松本
- 電気店の店主：石井正則（公開当時アリtoキリギリスのメンバー）
- 甲本雅裕
- 瀬戸カトリーヌ
- 笠井信輔（公開当時フジテレビアナウンサー）
- 渡辺和洋（フジテレビアナウンサー）

## スタッフ
- 監督：本広克行
- 脚本：十川誠志、十川梨香
- 音楽：菅野祐悟
- 製作：亀山千広
- エグゼクティブプロデューサー：チャウ・シンチー(名義)
- 撮影：佐光朗
- 照明：加瀬弘行
- 美術：相馬直樹
- 装飾：田中宏
- 録音：加来昭彦
- 編集：田口拓也
- 視覚効果監督：石井教雄
- アクション監督：野口彰宏
- 選曲：藤村義孝
- 制作担当：加藤誠、畑山佳津子
- 監督補：波多野貴文、藤本周
- 武術指導：マーク武蔵
- プロデューサー：臼井裕詞、安藤親広、西冬彦、中島良明
- ラインプロデューサー：村上公一、坂本忠久
- アソシエイトプロデューサー：小出真佐樹
- 製作：フジテレビジョン、ギャガ、S・D・P、ROBOT、クロックワークス

## 主題歌
- mihimaru GT「ギリギリHERO」

## ロケ地
静岡県伊豆の国市を中心に、静岡市、藤枝市、島田市、牧之原市、焼津市、伊豆市、三島市、長泉町など、静岡県内各地。大学構内は静岡県立大学、静岡産業大学が撮影に協力している。
ラクロスの試合風景は、藤枝総合運動公園内のサッカー場および陸上競技場で撮影された。
練習風景の中で出てくる滝は、長泉町・沼津市の境を流れる黄瀬川・鮎壷の滝（あゆつぼ公園）である。

## 評価
映画評論家の柳下毅一郎は自身のブログにて、本作品について「ブルース・リーを舐めるな」「カンフーだけでなくラクロスにも失礼」「話の意味がわからない」「これほど誰にも勧められない映画も珍しい」と述べ、酷評した。また、雑誌『映画秘宝』で柳下と江戸木純らが連載していたコーナー「日本映画縛り首」でも同様の批判がなされた。
2009年1月発売の雑誌『映画秘宝』上で行われた、映画評論家・ライター・監督などが投票によってワースト映画を選ぶ「2008年映画トホホ大賞10」では76点を獲得し、2位の『20世紀少年』（39点）とダブルスコアに近い差をつけてワースト1位となった。また、読者が選ぶ「トホホ大賞10」でも1位となった。さらに、「日本映画縛り首」の企画である第2回（2008年度）HIHOはくさい映画賞では「万人が怒った映画」「『少林少女』で泣く人は1億人の中にひとりもいない」と評され、最低作品賞を受賞した。他に、最低監督賞に本広克行、最低主演女優賞に柴咲コウがノミネートされていた。
雑誌『映画芸術』の2008年日本映画ワーストテンでは『おくりびと』に次いで2位だった。
『スポーツ報知』による第5回（2008年度）蛇いちご賞では、作品部門の選評時に本作品の名前が挙がり、「アクション映画であるにもかかわらず柴咲コウのアップばかりで、プロモーションビデオのようだった」と評された。
『ライムスター宇多丸のウィークエンド・シャッフル』内のコーナー「ザ・シネマハスラー」で2008年に扱った映画のランキングでは、『カンフーくん』を凌いで最下位の38位となった。
2009年4月25日にフジテレビ系列で地上波初放送。視聴率は15.9%だった。

## その他
- 本広克行監督作品のお約束となった「カエル急便」の看板が1カット登場している。
- 本作品のマスコットキャラクターは「ラクロス花子」（デザイン・岡崎能士）。関連グッズには主にこのキャラクターが使われている。
- 製作費は10億円を超え、宣伝費には4 - 5億円の予算を次ぎこんだが、興行成績は15.1億円であった[1]。
- 本広監督は「最終的には自分が責任を持つので、それまでは自由に助監督に撮影したいシーン（ラクロス、アクション・シーン他）を撮ってもらい分割制にした」と語っている。
- 月刊 CG WORLD 2008年6月号にて、「映画『少林少女』完全メイキング」と題し、作品紹介および監督インタビューと、特殊撮影についての技術的内容が掲載された。

## 映像ソフト化
- 少林少女 コレクターズ・エディション（DVD版：GNBD-7552）
- 少林少女 Blu-ray コレクターズ・エディション（BD版：GNXD-7001）

いずれも2008年11月5日、ジェネオン エンタテインメントより発売。